# Ifigenia en Áulide

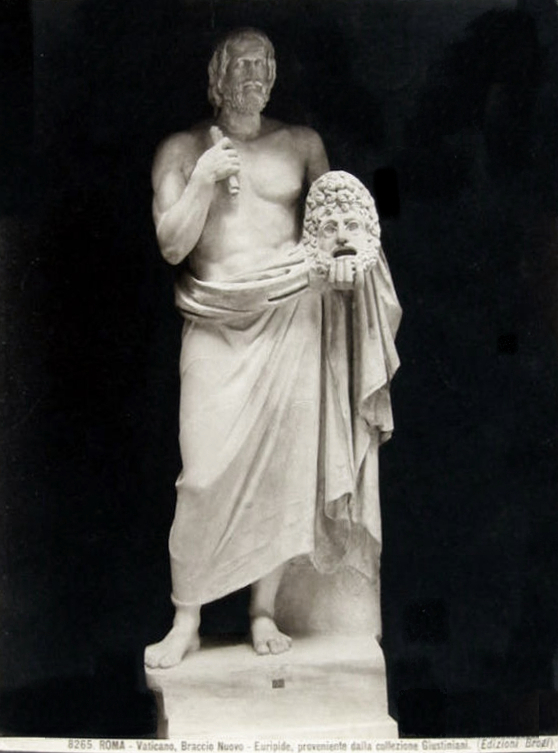
Eurípides. Museos Vaticanos.

Ifigenia en Áulide (Ιφιγένεια εν Αυλίδι / Iphigéneia en Aulídi) es el título de una tragedia de Eurípides datada en el año 409 a. C. y representada póstumamente: en el 406. Ifigenia es hija del rey Agamenón y la reina Clitemnestra, y hermana de Electra, Crisótemis y Orestes, que vengará a su padre después de la guerra de Troya.
La historia se completa con Ifigenia entre los tauros (Ιφιγένεια εν Ταύροις / Iphigéneia en Taúrois).

## Personajes
- AGAMENÓN: caudillo principal de los aqueos, rey de Micenas y padre de Ifigenia.
- Un ANCIANO ESCLAVO de Agamenón.
- MENELAO: caudillo de los aqueos, hermano de Agamenón y rey de Esparta.
- Dos MENSAJEROS.
- CLITEMNESTRA: esposa de Agamenón y madre de Ifigenia.
- IFIGENIA: la menor de las hijas de Clitemnestra y Agamenón.
- AQUILES: caudillo de los aqueos.
- Coro de MUCHACHAS de CALCIS.

## Argumento

### La imposibilidad de partir para Troya
Agamenón cuenta a un esclavo anciano el origen de la expedición de los aqueos a Troya a causa del juramento de los pretendientes de Helena y el posterior rapto de ésta por un príncipe troyano: Paris. Se reunió un ejército en el puerto de Áulide, con la intención de embarcar para la guerra contra Troya. Pero faltan vientos favorables a la partida de la flota.
El adivino Calcas dijo que sólo habrá vientos favorables si la hija menor de Agamenón, Ifigenia, es sacrificada en honor de Artemisa.
Elegido comandante en jefe del ejército por ser hermano del esposo de Helena, Menelao, y acuciado por él, Agamenón envió mensajeros a buscar a su hija para llevarla a Áulide con el pretexto de casarla con Aquiles.

### Agamenón rectifica
Arrepentido de su decisión, Agamenón envía a su esposa, Clitemnestra, un mensaje de rectificación mediante el mismo esclavo anciano, que parte a cumplir con su misión y se detiene a admirar y hacer un recuento de las fuerzas de la expedición y de sus principales jefes.

### Enfrentamiento de Menelao con Agamenón
Menelao intercepta al anciano y le quita la carta, se encara con su hermano, le reprocha que haya faltado a la promesa de traer a su hija y le dice que no es propio de alguien que pretende ser el jefe de todos los aqueos, porque de esa manera permitirá que el príncipe troyano se salga con la suya.
Agamenón responde que no ha de pagar el precio de sacrificar a su hija, porque la culpa del rapto de Helena es del propio Menelao por no vigilarla.

### Llegada de Clitemnestra e Ifigenia a Áulide
Llega un mensajero trayendo a Ifigenia, a Clitemnestra y al pequeño Orestes, otro hijo de ella y Agamenón, que se lamenta hondamente de su destino, y su hermano se compadece de Ifigenia y de él, y le ruega que no lleve a cabo el sacrificio. Pero Agamenón dice que va a estar obligado a ello porque el ejército se enterará de las palabras de Calcas por él mismo o por Odiseo.
Ifigenia y Clitemnestra se reúnen con Agamenón, felices por lo que creen que va a ser una boda, aunque la madre se enfada por la insistencia del padre en que no esté presente ella cuando se entregue en matrimonio a la hija.

### Clitemnestra, Ifigenia y Aquiles descubren la verdad

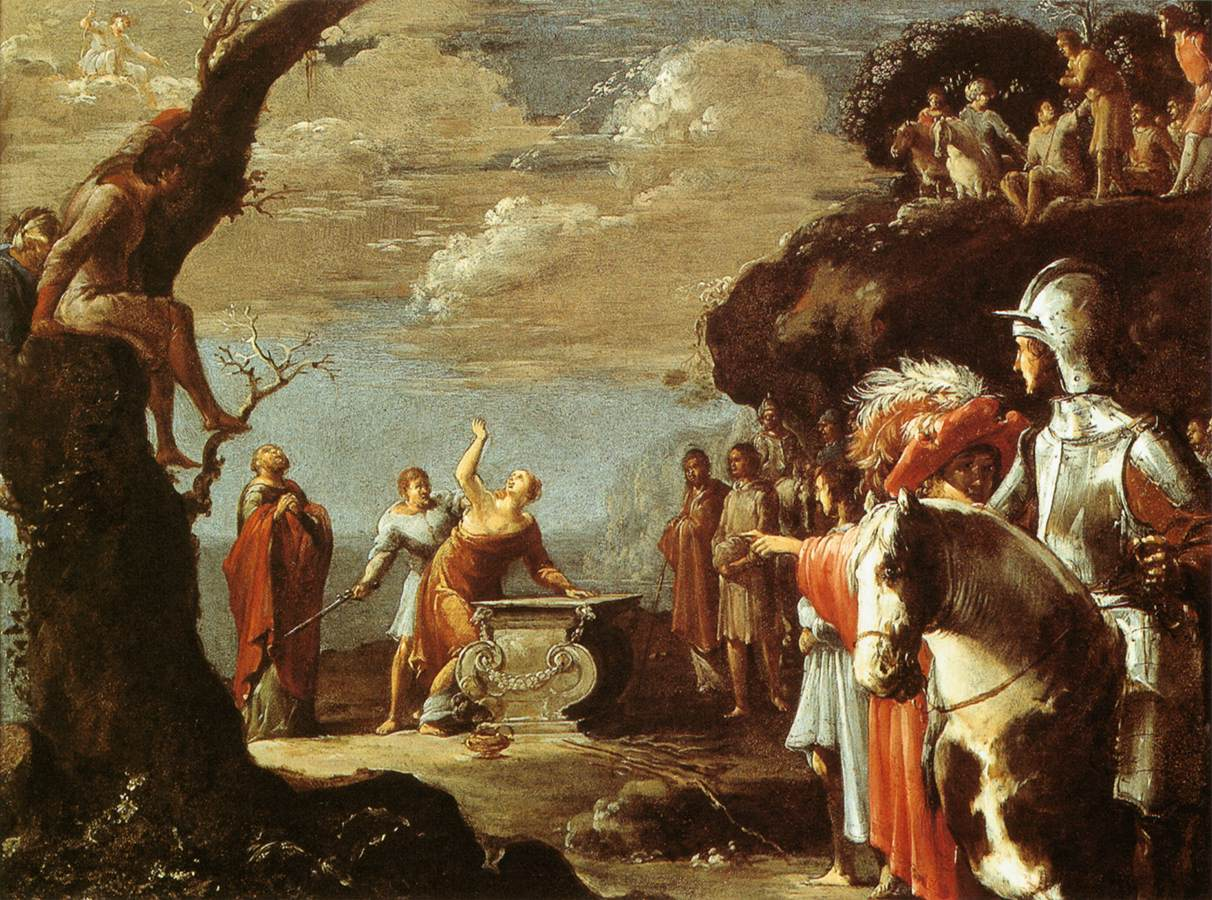
Óleo de Leonaert Bramer: El sacrificio de Ifigenia (Het offer van Iphigenia, ca. 1623).

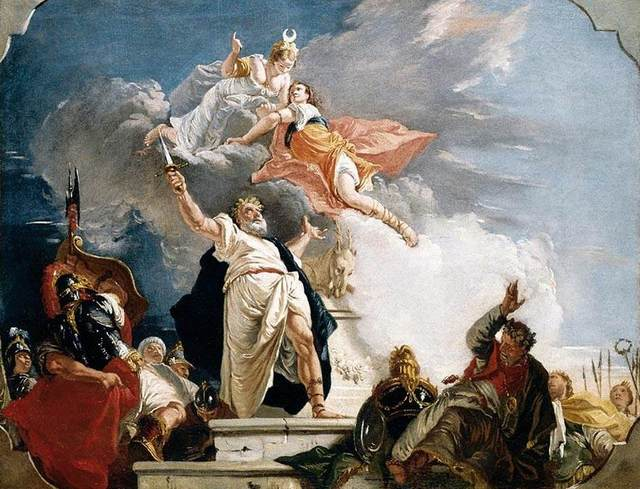
Francesco Fontebasso: El sacrificio de Ifigenia (Il sacrificio di Ifigenia, 1749).

Llega Aquiles ante la tienda de Agamenón, y sale a su encuentro Clitemnestra, que se le presenta como la madre de su futura esposa. Aquiles, que nada sabía del asunto, se asombra y le responde que él no tiene noticias de boda. El anciano esclavo les revela el verdadero propósito de la venida de Ifigenia. Aquiles, ofendido porque se hayan aprovechado de su nombre sin hacérselo saber, se compromete a evitar el sacrificio.
La propia Ifigenia se entera de la verdad, y Clitemnestra increpa a Agamenón y trata de hacerle recapacitar, mientras Ifigenia suplica abrazada a las rodillas de su padre. Agamenón responde que si se niega a permitir el sacrificio no solo morirá ella sino que el resto del ejército matará a toda su familia. A continuación, se marcha sin permitir réplica a sus palabras.

### El sacrificio
Aquiles acude al encuentro de Ifigenia y Clitemnestra y les explica que él mismo ha estado a punto de ser lapidado por el resto del ejército por oponerse al sacrificio, pero que aún está dispuesto a impedirlo. Entonces, Ifigenia se resigna a morir para evitar desgracias a Aquiles y porque comprende que es necesario para que los aqueos puedan castigar el rapto de Helena. Asimismo, pide a su madre que no guarde rencor a su padre.
Más tarde, un mensajero cuenta a Clitemnestra lo que ha ocurrido al ir a hacer el sacrificio: al ofrecerse la muchacha al oficiante, alguna deidad la ha hecho desaparecer y la ha trocado por una cierva degollada.

## Cine
La tragedia fue llevada al cine en 1977 con el título de Iphigenia (Ifigeneia en Avlidi) por Michael Cacoyannis, con actuación de Tatiana Papamoschou en el papel de Ifigenia e Irene Papas en el de Clitemnestra. En la edición de 1977 del Festival Internacional de Cine de Salónica de 1977, Papamoschou obtuvo el premio a la mejor actriz principal. Ifigenia obtuvo el premio a la mejor película en la misma edición de ese festival, y fue candidata en 1977 a la Palma de Oro del Festival de Cannes, y en 1978 al Óscar a la mejor película extranjera, y obtuvo ese mismo año el Belgian Femina Award. En 1983 como Ifigenija u Aulidi por la televisión croata.
El director griego Yorgos Lanthimos basó su película de 2017 The Killing of a Sacred Deer libremente en la historia de Agamenón.